# Viktor Paskov
Viktor Marinov Paskov (en búlgaro: Виктор Маринов Пасков; Sofía, 10 de septiembre de 1949 – Berna, 16 de abril de 2009) fue un escritor, músico y guionista búlgaro.

## Biografía
Paskov se graduó en la Escuela Superior de Música y Teatro «Felix Mendelssohn Bartholdy» de Leipzig en 1976 y se unió a diferentes bandas de jazz. Viktor Paskov estuvo en Alemania trabajando como compositor, cantante de ópera y crítico hasta 1980. En ese año, dio el salto a a la literatura y editor de música con Sofia Press, un puesto en el que permaneció hasta 1987. En 1987, Paskov fue fichado por la Boyana Film Studio como editor y guionista.
En 1964, se publicaron sus primeros poemas en la revista Rodna rech de 1964 pero su primer libro Nevrastni ubiystva fue publicado en 1986. Viktor Paskov escribió cinco libros y cuatro guiones. Probablemente de todos su libros, el más conocido fuera su segundo libro Balada za Georg Henih  publicado en 1987. Con él, ganó el premio de literatura en una feria de Burdeos. La novela, situada en la Sofía de la década de los 50, cuenta la historia de un anciano maestro lutier Georg Henig. Indigente y solitario, rechazado por sus antiguos aprendices búlgaros pero acogido por la familia de un joven llamado Viktor. el hábil fabricante de violines transmite al joven Viktor los valores del arte, la fe y el amor, virtudes de las que carecía el empobrecido barrio de Sofía en los primeros años del comunismo.
De 1990 a 1992 Paskov estuvo en París y también trabajó en el Centro Cultural de Bulgaria en Berlín de 2002 a 2004. Paskov murió a causa de un cáncer de pulmón en Berna a los 59 años.